# Dekanat Łódź-Teofilów-Żubardź
Dekanat Łódź-Teofilów-Żubardź – dekanat należący do archidiecezji łódzkiej. Został stworzony z połączenia dekanatów Łódź-Teofilów i zlikwidowanego dekanatu Łódź-Żubardź.
Nazwa dekanatu pochodzi od łódzkich osiedli – Teofilów i Żubardź. Siedzibą dekanatu jest parafia Miłosierdzia Bożego w Łodzi. W skład dekanatu wchodzi 7 łódzkich parafii:
- Parafia Chrystusa Odkupiciela
- Parafia Matki Boskiej Bolesnej
- Parafia Miłosierdzia Bożego
- Parafia Niepokalanego Serca Najświętszej Maryi Panny i św. Antoniego Marii Klareta
- Parafia Najświętszego Zbawiciela
- Parafia św. Antoniego Padewskiego w Łodzi
- Parafia św. Jana Chrzciciela